# Municipio de London Britain
El municipio de London Britain (en inglés: London Britain Township) es un municipio ubicado en el condado de Chester en el estado estadounidense de Pensilvania. En el año 2000 tenía una población de 2797 habitantes y una densidad poblacional de 109,4 personas por km².

## Geografía
El municipio de London Britain se encuentra ubicado en las coordenadas 39°45′09″N 75°46′48″O / 39.75250, -75.78000.

## Demografía
Según la Oficina del Censo en 2000 los ingresos medios por hogar en la localidad eran de $93 521 y los ingresos medios por familia eran de $97 013. Los hombres tenían unos ingresos medios de $66 600 frente a los $44 141 para las mujeres. La renta per cápita de la localidad era de $35 761. Alrededor del 1,7% de la población estaba por debajo del umbral de pobreza.